# Diocesi di Gunela
La diocesi di Gunela (in latino Dioecesis Gunelensis) è una sede soppressa e sede titolare della Chiesa cattolica.

## Storia
Gunela, nell'odierna Tunisia, è un'antica sede episcopale della provincia romana dell'Africa Proconsolare, suffraganea dell'arcidiocesi di Cartagine.
Resta sconosciuta l'identificazione di Gunela, benché sia certo che fosse nella provincia Proconsolare. L'unico vescovo menzionato dalle fonti è Pascasio, che prese parte al sinodo riunito a Cartagine dal re vandalo Unerico nel 484, in seguito al quale venne esiliato.
Dal 1933 Gunela è annoverata tra le sedi vescovili titolari della Chiesa cattolica; dall'8 dicembre 2023 il vescovo titolare è Keith James Chylinski, vescovo ausiliare di Filadelfia.

## Cronotassi

### Vescovi
- Pascasio † (menzionato nel 484)

### Vescovi titolari
- John Joseph Boardman † (28 marzo 1952 - 16 luglio 1978 deceduto)
- Pierre Marie Léon Augustin Plateau † (2 febbraio 1979 - 8 aprile 1984 nominato arcivescovo di Bourges)
- Emilio Layon Bataclan (24 febbraio 1990 - 3 maggio 1995 nominato vescovo di Iligan)
- Christophe Pierre (12 luglio 1995 - 30 settembre 2023 nominato cardinale diacono di San Benedetto fuori Porta San Paolo)
- Keith James Chylinski, dall'8 dicembre 2023